# Eva Lynd
Eva Lynd (* 2. September 1937 in Örgryte, Schweden als Eva Inga Margareta von Fielitz) ist eine ehemalige Schauspielerin und Model.

## Leben
Eva wurde als Tochter des Grafen Asti von Fielitz und dessen Frau, der Sopranistin Margareta von Fielitz 1937 in Örgryte geboren. 1950 zog sie mit ihrer Mutter in die USA. Sie besuchte unter anderem die High School of Music & Art. 1953 zog Eva nach Ohio und bekam 1955 ihre erste Rolle am Rabbit Run Theater.
Nach diversen Auftritten in Variety-Shows wie der Perry-Como-Show oder der Steve-Allen-Show begann sie 1956 ihre Karriere als Pin-Up-Modell und Schauspielerin. Sie ließ sich nicht nur von bekannten Künstlern wie Peter Basch oder Earl Leaf fotografieren, sondern arbeitete, in enger Zusammenarbeit mit dem Schauspieler Steve Holland auch  für zahlreichen Illustratoren wie Mort Künstler und Earl Norem als Modell für die Titelbilder für die in den USA beliebten Männermagazinen.
1964 entstieg sie als Werbefigur für Brylcreem aus der Pomaden-Tube. Der Werbespot wurde 1986 wieder veröffentlicht und von der  D&AD mit dem Preis für die „Beste Werbung der 60er Jahre“ sowie der „Beste TV-Kampagne 1986“ ausgezeichnet. 1997 wurde der Spot von Entertainment Weekly bei der Wahl der besten Werbespot auf Platz 43 gewählt.
Seit 1978 ist Eva mit dem Schauspieler Warren Munson verheiratet, mit dem sie noch heute in Los Angeles lebt. Zusammen mit ihrem Mann dreht sie immer noch Werbespots, wie für die Campbell Soup Company.

## Filmografie (Auswahl)
- 1959: The Thin Man (Serie), TV-Serie, Folge Beauty and the Bath
- 1959: Peter Gunn, TV-Serie, Folge Verschwundene Ladungen
- 1960: Die 13 Opfer des Dr. Desmond
- 1960: Der Texaner, TV-Serie, Folge: Die Tochter des Governeurs
- 1971: Ein Käfig voller Helden, TV-Serie, Folge: Der heldenhafte Spion
- 1975: That Girl From Peking
- 1982: Cagney und Lacey, TV-Serie, Folge: Aussage einer Mutter